# Perrigny-sur-Loire
Perrigny-sur-Loire település Franciaországban, Saône-et-Loire megyében. Lakosainak száma 140 fő (2022. január 1.). Perrigny-sur-Loire Coulanges, Pierrefitte-sur-Loire, Chalmoux, Gilly-sur-Loire, Les Guerreaux, Neuvy-Grandchamp és Saint-Agnan községekkel határos.

## Népesség
A település népességének változása:
| Lakosok száma | 144  | 139  | 138  | 135  | 133  | 131  | 134  | 137  | 140  |
|               | 2013 | 2015 | 2016 | 2017 | 2018 | 2019 | 2020 | 2021 | 2022 |